# Золотая булла (1356)
Золота́я бу́лла 1356 года (лат. Bulla Aurea) — законодательный акт (грамота) Священной Римской империи, принятый имперским рейхстагом в 1356 году; самый известный из документов, называвшихся «Золотая булла».
Название, как и у других «золотых булл», происходит от удостоверения его золотой печатью.
Текст документа, составленный на латыни, был издан на Нюрнбергском сейме, открывшемся в конце ноября 1355 года и утверждён императором Карлом IV Люксембургским. Действие буллы прекратилось с окончанием существования империи (1806 год).
Первые 23 главы, известные как Нюрнбергский кодекс, были составлены в Нюрнберге и обнародованы 10 января 1356 года на Нюрнбергском гофтаге. Главы с 24 по 31 называются Мецким кодексом и были обнародованы 25 декабря 1356 года в Меце, на Мецком гофтаге.

## История
Первоначально на вакантный престол германо-римские короли избирались всей феодальной аристократией, с половины XII века право избрания императора сосредоточивается в руках трёх духовных князей — архиепископов Майнцского, Кёльнского и Трирского — и четырёх светских — пфальцграфа Рейнского и герцогов Швабского, Баварского и Саксонского.
В конце ноября 1355 года состоялся Нюрнбергский сейм, на котором был рассмотрен главный в то время вопрос — установить точную норму об избрании императора, так как власть избирательных князей (курфюрстов) была единственной общественной силой, проявлявшейся наряду с императорской властью. На Нюренбергском сейме были прямо названы князья-выборщики, которым должно принадлежать право избрания императора, тогда как прежде в этом отношении происходила постоянная путаница.
Карл IV, озабоченный более всего укреплением своей власти в Чехии и расширением личных владений, закрепил политический распад Священной Римской империи, издав в 1356 году «Золотую буллу». Булла признавала полный суверенитет князей-выборщиков в их владениях, узаконивала войны между феодалами, вновь запретила союзы городов и уничтожала институт Pfahlbürger’ов (Pfahlbürger — это люди незнатного происхождения, живущие в селе и испросившие себе у города право гражданства в виде патроната: в то беспокойное время княжеская полиция далеко не была способна оказывать надёжную защиту людям. А у города были, по крайней мере, его крепкие стены).
В соответствии с «Золотой буллой» был утверждён регламент избрания императора коллегией семи имперских князей — курфюрстов (архиепископами Майнца, Трира и Кёльна, королём богемским (королём Чехии), Рейнским пфальцграфом, герцогом Саксонии и маркграфом Бранденбурга); она же определяла права этих курфюрстов. Ведущая роль в рейхстаге отводилась архиепископу Майнцскому. Кроме того, булла запрещала разделение территорий курфюршеств. Этим же документом подтверждалось право курфюрстов на неограниченную чеканку собственных монет и многое другое.

## Содержание Золотой буллы
Всего 31 глава:
- 6 глав — вопросы, связанные с избранием императора.
- 4 главы — попытки упорядочить феодальные отношения, что в итоге только укрепило раздробленность империи.
- 21 глава — князья-избиратели, их привилегии.

На конец XIX века в науке шла полемика, какой из сохранившихся до этого времени экземпляров «Золотой буллы 1356 года» считать древнейшим и подлинным. А. фон Гарнак полагал, что древнейший экземпляр «Золотой буллы 1356 года» сохраняется в Чехии, Г. Бресслау же считал, что для первых 23 глав чешский экземпляр — действительно самый древний, а для последних восьми, составленных несколько позже — франкфуртский.